# Raja velezi
Raja velezi (лат.) — вид хрящевых рыб семейства ромбовых скатов отряда скатообразных. Обитают в восточно-центральной и юго-восточной части Тихого океана. Встречаются на глубине до 300 м. Их крупные, уплощённые грудные плавники образуют диск в виде ромба со слегка вытянутым рылом. Максимальная зарегистрированная длина 83 см. Откладывают яйца. Не являются объектом целевого промысла.

## Таксономия
Впервые вид был научно описан в 1973 году. Голотип представляет собой самку длиной 56,5 см, пойманную у берегов Перу 05°01′ ю. ш. 81°23′ з. д. на глубине 133 м. Вид назван в честь Хуана Д. Велеса из Океанографического института Перу. 

## Ареал
Эти демерсальные скаты обитают в Калифорнийском заливе у берегов Колумбии, Коста-Рики, Эквадора, Сальвадора, Гватемалы, Мексики, Никарагуа, Панамы, Перу и США . Встречаются на континентальном шельфе на глубине от 35 до 300 м, обвчно не глубже 140 м.

## Описание
Широкие и плоские грудные плавники этих скатов образуют диск в виде ромба с вытянутым рылом и закруглёнными краями. На вентральной стороне диска расположены 5 жаберных щелей, ноздри и рот. На длинном хвосте имеются латеральные складки. Максимальная зарегистрированная длина 83 см.

## Биология
Подобно прочим ромбовым эти скаты откладывают яйца, заключённые в жёсткую роговую капсулу с выступами на концах. Эмбрионы питаются исключительно желтком.  

## Взаимодействие с человеком
Эти скаты не являются объектом целевого промысла. Могут попадаться в качестве прилова при траловом лове креветок. Данных для оценки Международным союзом охраны природы охранного статуса вида недостаточно.